# Sinematek Indonesia
Il Sinematek Indonesia, o Sinematek per brevità, è il principale ed unico archivio cinematografico dell'Indonesia. Con sede a Giacarta, venne fondato nel 1975 da Misbach Yusa Biran e Asrul Sani, fu il primo in assoluto nel sud-est asiatico. Sono in esso conservati circa 2700 film, la maggior parte dei quali indonesiani. Nonostante tuttavia questo prestigio, dal 2001 viene sottofinanziato.

## Descrizione
Il Sinematek ha sede dal 1977 nell'Hajji Usmar Ismail Center, un edificio a cinque piani situato in Rasuna Said Street a Kuningan, Giacarta meridionale, e gestito dalla Usmar Ismail Foundation. Gli uffici sono al quarto piano, mentre una biblioteca contenente film e storia del cinema si trova al quinto; un'area di stoccaggio di cento metri quadrati si trova nel seminterrato. La maggior parte dei suoi visitatori sono accademici o studenti universitari, anche se il centro prende in prestito alcune delle sue collezioni. I film possono essere visionati sul posto nella sala di proiezione da 150 posti o nel teatro da 500 posti.
A marzo 2012 il Sinematek conserva circa 2700 pellicole nei suoi archivi, per lo più indonesiane, ma possiede anche alcuni documentari stranieri. Inoltre ha 84 negativi per i film in bianco e nero ed altri 548 per quelli a colori per non parlare anche oltre delle oltre 15.000 opere di riferimento, molte delle quali di difficile reperibilità altrove, come ritagli di giornale, sceneggiature, libri, regolamenti governativi, poster di film e attrezzature.